# Shepparton East
Shepparton East – miasto w Australii, w stanie Wiktoria.